# Monica Raymund
Monica Maria Raymund (St. Petersburg, Florida, 26 de julio de 1986) es una actriz estadounidense que ha destacado por papeles como María "Ria" Torres en la serie policíaca de la cadena Fox, Lie to Me (2009-2011); como Dana Lodge en la serie de CBS, The Good Wife (2011-2012), y como Gabriela Dawson en Chicago Fire, serie de NBC (2012-2019).

## Primeros años
Se graduó de la Escuela Preparatoria Shorecrest de St. Petersburg, Florida, y después asistió al conservatorio de artes Juilliard School de Nueva York. Su padre, Steve Raymund, de origen judío nativo de California (su familia era de Alemania y Europa Oriental), es presidente de la junta y director ejecutivo jubilado de Tech Data Corp., una distribuidora de componentes y programario informáticos con sede en Clearwater (Florida).
Su madre, Sonia, originaria de Santo Domingo (República Dominicana), es voluntaria comunitaria y cofundadora de la Soulful Arts Dance Academy de St. Petersburg.
Mónica fue educada como judía por sus padres al igual que su hermano, Will. En la escuela secundaria participó en el "Proyecto de Teatro Broadway" en Tampa y en la escuela de Artes de Carolina del Norte en Winston-Salem.

## Carrera
Durante su estancia en la Juilliard School, de cuya promoción de 2008 es miembro, Mónica participó en las obras Cymbeline (dirigida por Richard Feldman), The Diviners (dirigida por Jonathan Bernstein) y Rebelión en la granja (dirigida por Trizana Beverley).
También apareció en su ciudad natal, St. Petersburg, Florida, en la producción original de la Live Arts Peninsula Foundation's, Manhattan Casino (dirigida por Bob Devin Jones), en la que tuvo el papel principal de Althea Dunbar, y en Webb's City: The Musical (música y letras de Lee Ahlin, escrita y dirigida por William Leavengood). Mónica fue alumna durante tres años de Ann Reinking en el Proyecto de Teatro de Broadway, en el que fue una intérprete destacada.
También ha trabajado con el dramaturgo José Rivera en Boleros para la Compañía de Teatro de Huntington en Boston en el año 2008. En abril de ese año participó en la serie de la cadena NBC, Law & Order: Special Victims Unit (Ley y Orden: Unidad de Víctimas Especiales), en episodio 17 titulado "Autoridad" de la temporada número 9.
Entre 2009 y 2011 protagonizó, en la serie de Fox Lie to Me (Miénteme), el personaje de María "Ria" Torres, una mujer con capacidad innata para detectar mentiras sin formación alguna en ese campo.
Desde 2011 hasta 2012 tuvo un papel recurrente en la tercera temporada de la serie de CBS, The Good Wife, en la que interpreta a la abogada asistente del Estado Dana Logia.
Desde 2012, Mónica forma parte del elenco de la serie de NBC Chicago Fire, primero como Gabriela Dawson, una paramédica en jefe, y luego como candidata a bombero. Su personaje ha tenido apariciones en Chicago P.D., serie derivada de Chicago Fire.

## Vida personal
El 11 de junio de 2011, Raymund se casó con el escritor, Neil Patrick Stewart. Se separaron a principios de 2013 y se divorciaron en 2014.
Mónica Raymund es ferviente defensora de las reivindicaciones de la comunidad LGBT, en febrero de 2014 se declaró bisexual a través de Twitter. El 16 de septiembre de 2015, Raymund anunció a través de Twitter que está en una relación con la camarógrafa, directora de fotografía y productora, Tari Segal.

## Filmografía
| Año  | Título                   | Función           | Notas        |
| ---- | ------------------------ | ----------------- | ------------ |
| 2007 | Luchador                 | Sarah             | Cortometraje |
| 2008 | ¿Amor? Dolor             |                   | Cortometraje |
| 2012 | Arbitrage                | Reina             |              |
| 2012 | Cincuenta Grados de Shay | Cinta de dialecto | Cortometraje |
| 2013 | Brahmin Toros            | Maya              |              |

| Año       | Título                            | Personaje                  | Notas                                           |
| --------- | --------------------------------- | -------------------------- | ----------------------------------------------- |
| 2008      | Law & Order: Special Victims Unit | Trini Martínez             | "Autoridad" (temporada, episodio 17)            |
| 2009–2011 | Lie to Me                         | María "Ria" Torres         | Personaje principal; 48 episodios               |
| 2011      | Blue Bloods                       | Luisa Sosa                 | "Condición crítica" (temporada 2, episodio 3)   |
| 2011–2012 | The Good Wife                     | Dana Logia                 | Personaje principal; 9 episodios                |
| 2012–2018 | Chicago Fire                      | Gabriela Dawson            | Personaje principal                             |
| 2013      | Body of Proof                     | Agente de Análisis del FBI | "Desapareciendo Acto" (temporada 3, episodio 9) |
| 2014–2018 | Chicago P.D.                      | Gabriela Dawson            | Papel recurrente.                               |
| 2020-     | Hightown (serie de televisión)    | Jackie Quiñones            | Personaje principal                             |